# Metro Exodus
Metro Exodus (укр. Метро: Вихід) — відеогра, шутер від першої особи, розроблена українсько-мальтійською компанією 4A Games й видана Deep Silver 15 лютого 2019 року на Microsoft Windows, PlayStation 4 і Xbox One. Metro Exodus є третьою грою у «Всесвіті Метро 2033», сюжет якого заснований на романах Дмитра Глуховського і продовжує історію Metro 2033 та Metro: Last Light.
Гра продовжує історію позитивної кінцівки Metro: Last Light, прийняту за канон. Головний герой — Артем із групою вцілілих рейнджерів ордена «Спарта» розкривають, що поза Москвою також є вцілілі після війни. Вони покидають столицю на паротязі «Аврора» та їдуть далеко на схід шукати нове місце. Історія починається з суворої ядерної зими й відбувається протягом одного року. Інший персонаж гри, який повернувся з попередніх ігор і книги «Метро 2035», — Анна, яка тепер є дружиною Артема.
26 березня 2019 року разом із оновленням, розробники також випустили повну українську локалізацію. Станом на травень 2023 року було продано понад 8,5 мільйонів копій гри по всьому світу.

## Ігровий процес
Metro Exodus, як і попередні ігри серії, є шутером від першої особи з елементами survival horror і стелс-екшн. Дії відбуваються на постапокаліптичних просторах колишньої Російської Федерації, де гравець в ролі молодого чоловіка Артема мусить давати собі раду з новими небезпеками світу й брати участь у боротьбі проти мутованих істот, а також вороже налаштованих людей. В цій грі перевага належить просторам на поверхні, а не тунелям і станціям метро. Вони включають як лінійні локації, так і відкриті, де існує кілька альтернативних шляхів до мети. На відміну від Москви, де відбувались події попередніх ігор, в Metro Exodus дія розгортається в різних регіонах, де є різний рівень радіаційного забруднення, місцеві фракції вцілілих та мутанти. В той же час іноді вимагається носити протигаз, слідкуючи за зношеністю його фільтра. Більшість подорожей відбуваються на паротязі «Аврора», де можна поспілкуватися з іншими персонажами, дізнатися деталі ігрового світу. Кожен персонаж після проходження чергової місії отримує нові діалоги.
Артем володіє арсеналом вогнепальної та іншої зброї, яку можна вдосконалювати такими модулями, як магазини, приціли, глушники тощо. Вдосконалення та витратні матеріали, такі як фільтри для протигаза й аптечки, можливо виготовити самотужки. Для цього слід збирати деталі та хімікати. Предмети першої необхідності виготовляються в рюкзаку. Складніші предмети, наприклад, набої та гранати, створюються на спеціальних верстаках. Крім того зброю необхідно час від часу чистити, інакше вона заклинюватиме в бою. Торгівля в цій грі відсутня.
У грі подано суміш лінійних рівнів і відкритих локацій, доступних для дослідження гравцем. Також є динамічна система погоди, цикл зміни дня й ночі, зміна пір року в міру того, як просувається історія. Це вливає на геймплей, наприклад, вдень Артема легше помічають люди, але зустрічається менше мутантів. Під час зливи або піщаної бурі легше переховуватись. Кілька годин дозволяється пропустити, поки Артем умовно спить або відпочиває біля багаття.
Як і раніше, гра враховує моральність вчинків героя. Так, утримуючись від убивств людей, Артем здобуває схвалення своїх товаришів, що впливає на фінал.

## Сюжет

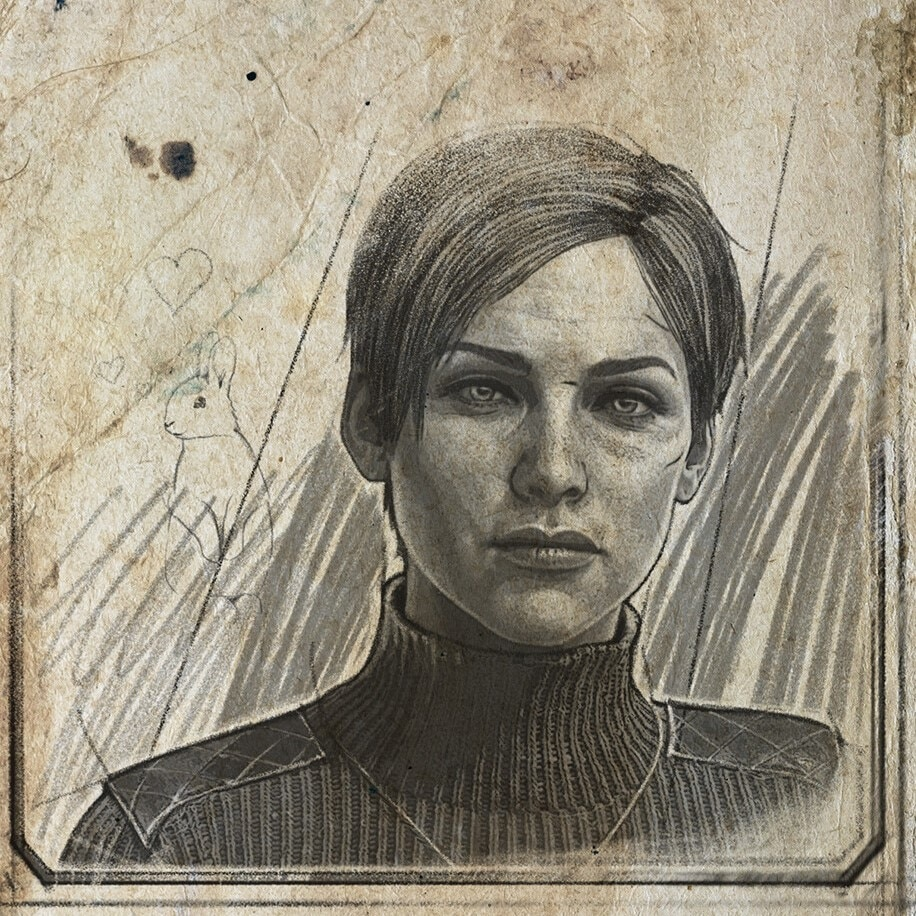
Анна Мельникова, дружина Артема Чорного

### Дія
Події починаються наприкінці зими 2035 року. Бункер Д-6 вдалося захистити від комуністів «Червоної лінії», Артем пішов з ордена «Спарта» і одружився з Анною — донькою полковника Мельника. Сам Мельник тепер ходить на протезах, оскільки втратив ноги в битві. Артему не дає спокою спогад про сигнал, який він чув на верхівці Останкінської телевежі. Він вважає, що сигнал надходив з-за меж Москви і москвичі не єдині вцілілі. Кілька разів Артем здійснює вилазки на поверхню в надії знову зафіксувати сигнал, що Анна і Мельник вважають марною затією.
Під час чергової вилазки Артем зазнає нападу мутантів, його рятують бійці «Спарти» на прізвиська Князь, Дамір, Альоша та Ідіот. Вони доставляють пораненого Артема на станцію «ВДНГ». Анна просить його більше не виходити на поверхню, згодом Артем видужує, а навколишні відмовляють його від пошуків людей за межами міста. Проте через тиждень Артем переконує Анну ще раз вилізти на поверхню, де вони бачать паротяг. Обох схоплюють бійці «Ганзи» та везуть у фургоні на «Щербинку». З ними також їдуть бабуся з молодим хлопцем, які розповідають, що прибули з підмосковного села. Анна в шоці від того, що Артем був правий, що вціліла не лише Москва. Бійці розстрілюють полонених, але Артем дивом виживає завдяки жетону Гантера, що зупинив кулю. Знайшовши спорядження, герой знову натрапляє на потяг і слідує за ним до депо «Ганзи».
Артем зустрічає машиніста Єрмака, котрий каже, що Анна жива і перебуває в полоні. Машиніст відволікає солдатів, поки Артем проникає в командний центр, де знаходить Анну. В сутичці з охоронцями випадково знищується апаратура, командир пояснює, що тепер вся Москва під загрозою. Адже ці пристрої заглушували всі радіопередачі навколо, щоб приховати існування в місті вцілілих. Так само знищувались усі прибулі з-за меж столиці. Світова війна все ще триває, частина Росії окупована НАТО, котра може завдати повторного ядерного удару. Артем з Анною та Єрмаком захоплюють паротяг, коли їх наздоганяє Мельник з загоном, який повідомляє — тепер на них чекає розстріл за порушення таємниці. Мельник приєднується зі своїми товаришами до пасажирів потяга і тікає з міста. Бійці «Ганзи» переслідують утікачів на власному бронепотязі, тоді Артем проникає до їхнього вагону і здійснює диверсію. Артем, Анна, Мельник, а також Князь, Дамір, Альоша, Ідіот та Сем успішно покидають місто.
На віддалі від Москви виявляється нормальний радіаційний фон і чисте повітря. Артем вловлює сигнал з бункера «Ковчег», розташованого в Ямантау. Мельник вважає, що там переховується уряд і тільки вони можуть домогтися дозволу на повернення в Москву. Група дає паротягу назву «Аврора» та їде до Ямантау.
Навесні «Аврора» ламається через барикади місцевих бандитів на колії біля Волги. Після бою Артем вирушає на пошуки деталей та на човні дістається до церкви. Там проживає секта Електроборців на чолі з отцем Силантієм, яка проповідує відмову від техніки та поклоняється сому-мутанту Цар-рибі. Артем знаходить захоплених сектою медсестру Катерину та її дочку Настю. Артем відправляє їх на «Аврору» і Катерина розповідає про механіка Хреста, що живе неподалік. Він знаходить механіка, котрий ремонтує потяг, та рятує Анну, що впала до наповненого хімікатами підвалу. Після цього він за вказівкою Хреста викрадає у бандитів дрезину, щоб доставити до «Аврори» ще один вагон, де житимуть нові пасажири. Артем з Князем прориваються крізь охорону Силантія (або переконують їх пропустити) і «Аврора» вирушає далі. Князь, якщо Артем вбивав техноборців та не рятував мирних жителів, може тут загинути.
«Аврора» прибуває до «Ковчега», перед яким лежить численний покинутий транспорт. Мельника це не зупиняє, він вирушає всередину в супроводі Артема й Анни, сподіваючись зустріти міністра оборони. Але там виявляються канібали, що заманювали до себе жертв обманним сигналом. Бункер лишився недобудованим, тож його населяють лише деградовані робітники та солдати, які почали їсти людей після закінчення припасів. Коли канібали збираються вбити гостей, Сем та Ідіот рятують Артема разом з Мельником. Вони відбиваються від людожерів та знаходять Анну, яку місцевий лікар забрав на обстеження через її підозрілий кашель. Їм вдається розшукати відомості про центри супутникового зв'язку на Каспійському узбережжі та в Новосибірську, після чого успішно втекти.
На «Аврорі» Мельник каже, що втікачам слід знайти нове місце для життя, котре не постраждало від війни та радіації. Потяг вирушає до центру супутникового зв'язку на Каспії, щоб взяти актуальні карти планети. Дорогою команда бореться з бандитами — власниками нафтових вишок на чолі з Бароном, які тримають інших людей у рабстві. Завдяки Артему вдається викрасти воду і паливо та допомогти місцевій бунтарці Гюль повалити владу Барона. Виявляється, мати Гюль працювала в центрі супутникового зв'язку. Дамір, якщо він схвалюватиме дії Артема (порятунок рабів), може лишитися з командою. Знайшовши карту, пасажири «Аврори» святкують весілля Степана й Катерини, та несподівано дається взнаки отруєння Анни, вона починає кашляти кров'ю і ледь не непритомніє. Вона розповіла, що доктор у бункері Ямантау виявив, що її легені розкладаються через контакт з хімікатами у підвалі на Волзі. Катерина згадує, що до війни в Новосибірську було розроблено ліки, котрі рятували від отруєння газами.
Команда дістається до лісистої долини, де колія обвалюється разом з дрезиною Хреста й Артемом. Героя рятує колишня піонервожата Ольга — лідерка колишніх жителів піонерського табору «піонерів», котрих тероризує ведмідь-мутант Хазяїн лісу та бандити. «Піонерам» протистоять «пірати», котрі вбивають усіх прибулих. Артема ловлять «пірати», та напад ведмедя дає шанс на втечу. Йому вдається розшукати загубленого Альошу та уникнути «піратів». Артем скидає ведмедя в прірву, але дізнається від Альоші, що скоро навколишня територія загине через руйнування греблі. Альоша радить Ользі покинути долину та обіцяє повернутися за нею. Якщо Артем убивав «піонерів» чи «піратів», Ольга буде розгнівана і Альошу поранять, а Артема назве божевільним.
Восени Анні гіршає, вдається тільки полегшити її стан, але не вилікувати хворобу. Добуті супутникові знімки показують, що Новосибірськ вкрай забруднений радіацією. Мельник з Артемом вирішують піти на пошуки ліків, поки інші знайдуть запчастини зі снігоочисником. Взимку потяг дістається до Новосибірська, тож Мельник з Артемом вирушають на пошуки ліків у спеціальних костюмах та обшитому свинцем авто. Шлях виявляється заметеним снігом, вони спускаються в тамтешнє метро, де нещодавно скінчилась спустошлива громадянська війна. В метро не лишилось живих, крім мутантів і хлопчика Кирила. Той спочатку тікає, але потім розповідає про план свого зниклого батька вирушити в безпечне місце біля Байкала. Також хлопчик дає три ампули радіопротектора. Пройшовши тунелі та вулиці, наповнені мутантами, Артем майже доходить до лабораторії інституту екстремальної медицини з запасом ліків. Однак, він опромінюється, від чого починає бачити галюцинації та видіння минулого, тому використовує одну ампулу. Тим часом Кирило і Мельник добувають супутникові карти. Лабораторію населяють горили-мутанти, над якими ставилися досліди, Артем тікає від них і врешті знаходить кейс із ліками. На нього нападає мутант, поранений Артем зазнає важкого опромінення. Його рятує Мельник, віддавши свою ампулу. Мельник, Артем з Кирилом доїжджають до залізничних колій, але на ранок Мельник гине від радіації. Прибуває потяг, оснащений снігоочисником і забирає їх.
Товариші переливають Артему свою кров, Анна виліковується і згодом «Аврора» доїжджає до Байкала. Там мандрівники і вирішують залишитись, але доля Артема залежить від його попередніх вчинків.

### Кінцівки
- «Добрий фінал» — завдяки допомозі товаришів Артем виживає і очолює вцілілих. Мельника ховають з почестями. Артем розповідає про свої плани шукати інших вцілілих. Цей фінал вимагає, щоб принаймні двоє з Альоші, Князя й Даміра лишилися до фіналу в команді, а Альоша при цьому лишився здоровим. Для отримання «доброго» фіналу слід уникати вбивства людей на Волзі та в долині, а на Каспії також звільняти рабів.
- «Поганий фінал» — Артему не вистачає крові для переливання, він помирає від опромінення. Його разом з Мельником ховають на березі Байкалу. Цей фінал настає, якщо сталося дві події з трьох: Князь загинув, Дамір лишився з Гюль, а Альошу було поранено піратами.

## Доповнення (DLC)

### Два полковника
Поки Артем вирушає шукати ліки від хвороби Анни в Новосибірському Науково-дослідницькому інституті, Мельник слідує за батьком Кирила, полковником В'ячеславом (Славою) Хлєбніковим, щоб знайти супутникову карту.
Роком раніше Хлєбніков служив солдатом, який охороняв Новосибірський метрополітен, поки виховував Кирила. Тим часом уряд Новосибірського метрополітену, ОСКОМ, планує евакуювати метро, але антирадіаційної сироватки для захисту всього населення не вистачає. В результаті ОСКОМ починає насильно відбирати сироватку у населення, що спричиняє суспільні заворушення. Незабаром у метро спалахує громадянська війна, яка змушує Хлєбнікова захищати штаб ОСКОМ від бунтівників. Проте генерал Анатолій Виноградов (Толя) застосовує під час бою отруйний газ, вбивши майже всіх на станції. Коли Хлєбніков протистоїть йому, Виноградов (Толя) показує, що керівництво ОСКОМ уже взяло сироватку, що залишилася, і втекло, вирішивши залити метро отруйним газом, щоб з милосердя убити решту населення. Проте, засмучений тим, що його залишили позаду, Виноградов (Толя) наказує своїм людям знищити евакуаційний потяг ОСКОМ, перш ніж накласти на себе руки. Не маючи іншого вибору, Хлєбніков спускається в бункер, що кишить мутантами, щоб забрати карту, що веде до озера Байкал. Він знаходить карту, але після втрати дози радіопротектора вмирає від радіаційного опромінення.
В сучасності Мельник входить у бункер і знаходить тіло Хлєбнікова та карту. Він запевняє, що Хлєбніков помер не дарма і обіцяє перед від'їздом вивезти Кирила з Новосибірська.

### Історія Сема
Після того, як Орден облаштувався на озері Байкал, один із спартанців, колишній морський піхотинець США Семюел «Сем» Тейлор, вирішує знайти спосіб повернутися до свого будинку в Сан-Дієго, щоб дізнатися, чи вижив його батько в ядерній війні. Розлучившись із Орденом, Сем їде до портового міста Владивостока, де зустрічає капітана Едуарда «Еда» Баранова. Баранов вказує Сему на вцілілий атомний підводний човен «Мейфлауер», який може доставити Сема назад до США. Однак Сема та Ед розділяє атака мутанта, і Сема затримують люди, які працюють на Тома, американця. Том пояснює, що він був торговцем зброєю, який застряг у Росії після падіння ядерних бомб, і просить Сема знайти Еда, оскільки він єдина людина, яка знає, як заправити підводний човен. Ед не довіряє намірам Тома щодо «Мейфлауера», тим паче, що він все ще озброєний ядерними ракетами, а його команда зникла безвісти, але Сем переконує його укласти угоду з Томом. Сем та Ед вирушають на найближчу покинуту військово-морську базу, щоб забрати паливні стрижні, необхідні для роботи «Мейфлауера». Однак Ед, як і раніше, не довіряє Тому і просить Сема використати можливість саботувати «Мейфлауер», навіть якщо для цього доведеться пожертвувати своїм шансом повернутися додому. Раптом лейтенант Тома Клім зраджує його і нападає на «Мейфлауер», змушуючи Сема, Еда і Тома працювати разом. Сем вбиває Клима, і «Мейфлауер» виходить з порту. Потім Сем має вибір: або саботувати «Мейфлауер», або залишити його недоторканим.

## Музика
У дебютному трейлері гри, представленому на виставці E3 2017, використано ремікс треку «In The House — In A Heartbeat» композитора Джона Мерфі із саундтрека до фільму «28 днів потому». 27 липня 2017 року композицію з трейлера опублікував видавець Deep Silver у відкритий доступ на Spotify, SoundCloud і YouTube.

## Розробка
«Metro Exodus» розробляє українська компанія 4A Games на оновленому ігровому рушії 4A Engine. Розробляти гру почали 2014 року у двох офісах 4A Games, розташованих у Слімі (Мальта) та Києві (Україна). За словами творчого директора проєкту Андрія Прохорова, гра поєднує в собі типовий ігровий процес серії «Metro» й деякі елементи «S.T.A.L.K.E.R.: Тінь Чорнобиля».

### Перша інформація
16 серпня 2015 року письменник Дмитро Глуховський в інтерв'ю радіо «Ехо Москви» підтвердив факт розробки гри за мотивами роману «Метро 2035». На початку листопада 2016 року на офіційному сайті книги «Метро 2035» з'явилася інформація про вихід гри 2017 року, і що нова гра серії «Metro» розповідає про «добу великих відкриттів», проте, по реакції новинних видань, видавець Deep Silver заявив про відсутність подібних планів на 2017 рік.

### Анонс
«Metro Exodus» офіційно анонсовано 11 червня 2017 року під час прес-конференції Microsoft на ігровій виставці Electronic Entertainment Expo 2017, де було показано дебютний трейлер і оголошено про плани виходу гри 2018 року для ігрових консолей PlayStation 4 і Xbox One, а також ПК під управлінням операційної системи Windows.
5 грудня 2017 року Джефф Кейлі повідомив, що на церемонії The Game Awards буде показано новий трейлер гри.

## Оцінки й відгуки
| Агрегатор    | Оцінка                                   |
| ------------ | ---------------------------------------- |
| GameRankings | 83.42% (PC) 77.94 % (PS4) 77.61 % (XONE) |
| Metacritic   | (PC) 82/100 (PS4) 80/100 (XONE) 82/100   |

| Видання                    | Оцінка  |
| -------------------------- | ------- |
| Game Informer              | 8.75/10 |
| GameSpot                   | 8/10    |
| IGN                        | 8.5/10  |
| PC Gamer (Велика Британія) | 78/100  |

### До релізу
Прем'єра «Metro Exodus» на виставці E3 2017 стала несподіванкою для більшості гравців, і в цілому анонс гри був сприйнятий позитивно. Тому Хоггинс з газети «The Daily Telegraph» назвав «Metro Exodus» одним з найбільш захоплюючих нових анонсів на всій виставці, так само, як і Ендрю Хейворд з журналу «Stuff» та Сем Прелл з «GamesRadar». У той же час, журнал «PC World» поставив «Metro Exodus» друге місце в десятці кращих ігор для ПК з представлених, а журнал «Wired» визнав трейлер гри одним з кращих з показаних.

### Нагороди
| 2017 | IGN's Best of E3 2017 Awards     | Найкращий шутер    | Metro Exodus                            | Номінація |  |
| 2017 | IGN's Best of E3 2017 Awards     | Найкращий трейлер  | Metro Exodus: Announce Gameplay Trailer | Номінація |  |
| 2017 | 35th Golden Joystick Awards 2017 | Найочікуваніша гра | Metro Exodus                            | Номінація |  |

## Українська локалізація
Перед виходом гри розробники пообіцяли, що гра матиме повноцінну офіційну українську локалізацію. На відміну від їхніх попередніх двох ігор з серії «Metro», ця гра була локалізована українською самими розробниками без залучення зовнішніх суб-підрядників зі студії «Шлякбитраф».
У релізній версії від 15 лютого 2019 року української локалізації не було. У своєму інтерв'ю українському гейм-виданню PlayUA у 2018 році розробники обіцяли, що намагатимуться закінчити її до релізу, але попередили, що, скоріше за все, українська локалізація запізниться на кілька тижнів і буде доступна лише з першим патчем гри. Згодом, 23 лютого 2019 року в своєму інтерв'ю SMNS Games Андрій Прохоров заявив, що українська локалізація вийде найімовірніше у березні 2019 року.
Українська локалізація вийшла 26 березня 2019 року в складі патчу «The Ranger Update» 1.0.1.3.